# Məmmədoba
Məmmədoba è un comune dell'Azerbaigian situato nel distretto di Masallı. Conta una popolazione di 1 272 abitanti.